# Gunilla Carlsson
Anna Gunilla Carlsson (11/3/1963) là một chính trị gia người Thụy Điển và là thành viên của Đảng Ôn hòa. Bà từng là Bộ trưởng Hợp tác Phát triển Quốc tế từ năm 2006 đến 2013, thành viên của Riksdag từ 2002 đến 2013 và phó chủ tịch đảng của cô từ 2003 đến 2015.

## Đầu đời
Carlsson sinh ra và lớn lên tại Lund tại Skåne. Bà từng là chủ tịch của Đoàn thanh niên ôn hòa ở khu vực đó. Tại Trận chiến Lycksele, khi lãnh đạo đảng hiện tại Fredrik Reinfeldt được bầu làm chủ tịch của Đoàn Thanh niên, Carlsson được bầu làm phó chủ tịch.

## Sự nghiệp chính trị

### Thành viên của Nghị viện Châu Âu, 1995-2002
Sau khi làm kiểm toán viên, Carlsson gia nhập văn phòng Đảng Ôn hòa vào năm 1994. Trong 1995, cô được bầu vào Nghị viện châu Âu và phục vụ cho đến năm 2002. Trong Quốc hội, bà phục vụ trong Ủy ban về chính sách kinh tế và tiền tệ (1995-1999) và trên Ủy ban đối ngoại, Nhân quyền, Chính sách quốc phòng và an ninh chung (1999-2002). Ngoài nhiệm vụ ủy ban của mình, cô còn là phó chủ tịch phái đoàn của Quốc hội tại Khu vực kinh tế châu Âu Ủy ban Nghị viện chung (EEA) từ năm 1995 đến 1997.
Trong thời gian ở quốc hội, Carlsson đã không thành công trong việc lãnh đạo Đảng Kiểm duyệt của mình vào năm 1999. Thay vào đó, bà được bầu làm phó chủ tịch, dưới sự lãnh đạo của chủ tịch Bo Lundgren.

### Sự nghiệp trong chính trị quốc gia
Trong cuộc bầu cử quốc gia năm 2002, Carlsson đã được bầu vào Riksdag cho Stockholm. Năm 1999, bà được bầu làm phó chủ tịch của Đảng Kiểm duyệt.
Với sự hợp tác ngày càng tăng giữa các đảng đối lập Thụy Điển, Carlsson được chỉ định đứng đầu nhóm điều phối chính sách đối ngoại. Điều này dẫn đến suy đoán về việc cô là ứng cử viên có thể vào văn phòng của Bộ trưởng Bộ Ngoại giao sau chiến thắng của Liên minh vì Thụy Điển trong cuộc Bầu cử năm 2006. Với một số thành viên Riksdag của Đảng vừa phải từ Östergötland từ chức, bà quyết định đứng ở hạt quê nhà vào năm 2006. Trong khi bà giành chiến thắng trong cuộc bầu cử sơ bộ nội bộ, bà chỉ được xếp thứ hai trong danh sách sau Gunnar Axén, nhưng vẫn thoải mái đạt được bầu cử lại khi đảng đi từ ba đến bốn ghế từ hạt. Bà tiếp tục về nhà ở Tyresö bên ngoài Stockholm.
Từ năm 2007, Carlsson là thành viên của Nhóm ngân hàng thế giới Hội đồng tư vấn cấp cao về quyền lực kinh tế của phụ nữ, được chủ trì bởi Danny Leipziger và Heidemarie Wieczorek-Zeul.
Với tư cách là bộ trưởng, Carlsson cũng đã chủ trì Ủy ban về biến đổi và phát triển khí hậu (CCCD) có trụ sở tại Stockholm, một cơ quan gồm 13 chuyên gia quốc tế và được thành lập bởi chính phủ Thụy Điển vào năm 2007 với mục đích xem xét các quốc gia có thể thích nghi như thế nào khí hậu thay đổi. Trong báo cáo cuối cùng, ủy ban khuyến nghị năm 2009 rằng các nước nghèo đang chịu tác động của biến đổi khí hậu cần khẩn cấp tới 2 tỷ đô la để giúp điều chỉnh và đối phó.

## Sự nghiệp phát triển quốc tế
Trong năm cuối cùng làm bộ trưởng từ năm 2012 đến 2013, Carlsson đã phục vụ - cùng với Ellen Johnson Sirleaf, David Cameron và những người khác - trong Chương trình nghị sự phát triển, một ban cố vấn được thành lập bởi Tổng thư ký Liên hợp quốc Ban Ki-moon để phát triển chương trình nghị sự phát triển toàn cầu sau năm 2015, ngày mục tiêu cho Mục tiêu phát triển thiên niên kỷ.
Sau khi từ chức, Carlsson đã phục vụ cùng với Tertius Zongo và Callisto Madavo trong Hội đồng cấp cao ba thành viên của Ngân hàng phát triển châu Phi về các quốc gia mong manh giữa năm 2013 và 2014, nơi bà khuyên về các chiến lược liên quan đến Sừng Châu Phi. Từ năm 2013 đến 2015, bà là thành viên của UNAIDS–Lancet Ủy ban phòng chống AIDS, chủ tịch là Joyce Banda, Nkosazana Dlamini Zuma và Peter Piot.
Năm 2017, Tổng thư ký Liên Hợp Quốc António Guterres đã bổ nhiệm Carlsson làm Phó Giám đốc điều hành UNAIDS, và Trợ lý Tổng thư ký của Liên Hợp Quốc. Sau khi Michel Sidibé Từ chức, bà được bổ nhiệm làm Giám đốc điều hành tạm thời UNAIDS vào tháng 5 năm 2019.